# استفن کینله
استفن کینله (انگلیسی: Steffen Kienle؛ زادهٔ ۱۸ ژانویهٔ ۱۹۹۵) بازیکن فوتبال اهل آلمان است.
از باشگاه‌هایی که در آن بازی کرده‌است می‌توان به باشگاه فوتبال وی‌اف‌آر آلن اشاره کرد.